# Ronny Fredrik Ansnes
Ronny Fredrik Ansnes, né le 28 juin 1989 et mort le 15 juillet 2018 à Meldal, est un fondeur norvégien.

## Carrière
Il représente le club Klæbu IL, puis le Byåsen IL.
Sa première sélection dans une compétition internationale a lieu en 2010, lorsqu'il participe à la Coupe de Scandinavie, terminant neuvième pour ses débuts.
Il prend son premier départ dans la Coupe du monde en mars 2011 sur le quinze kilomètres de Drammen, où il en profite pour inscrire ses premiers points (ses seuls également).
Il obtient son premier et seul podium dans cette compétition en novembre 2011 lors d'un relais disputé à Sjusjøen. Il duspute aussi le cinquante kilomètres de Holmenkollen en 2012 et 2013.
En 2012, il obtient son unique podium au championnat de Norvège, terminant troisième du quinze kilomètres libre. Il prend sa retraite sportive en 2014.
Alors âgé de 29 ans, il meurt noyé dans la rivière Resa à Meldal probablement le 15 juillet 2018.

## Palmarès

### Coupe du monde
- Meilleur classement général : 119e en 2011.
- Meilleur résultat individuel : 13e.
- 1 podium en relais : 1 deuxième place.

#### Différents classements en Coupe du monde
| Année     | Classement général final | Classement distance |
| 2010-2011 | 119e                     | 70e                 |